# Uwe Büschken
Uwe Büschken (Oberhausen, 16 ottobre 1953) è un attore e doppiatore tedesco.

## Biografia
È padre della doppiatrice Olivia Büschken (nata nel 1992).

## Filmografia
- Drei gegen Drei - regia di Dominik Graf (1985)
- Didi auf vollen Touren - regia di Wigbert Wicker (1986)
- Didi – Der Experte - regia di Reinhard Schwabenitzky (1988)
- Die Senkrechtstarter - regia di Christian Rateuke (1989)
- Squadra Speciale Cobra 11 (Alarm für Cobra 11 – Die Autobahnpolizei.) - serie TV (1996)

## Doppiaggio
- Matthew Broderick in Il rompiscatole, Godzilla, L'ispettore Gadget, La donna perfetta, The Producers - Una gaia commedia neonazista, Capodanno a New York
- Kyle Chandler in Ultimatum alla Terra
- Matthew Perry in Appuntamento a tre, FBI: Protezione testimoni, FBI: Protezione testimoni 2
- Alessandro Nivola in Jurassic Park III
- Will Ferrell in Melinda e Melinda,  Vita da strega, The LEGO Movie, The LEGO Movie 2 - Una nuova avventura
- Sam Robards in A.I. - Intelligenza artificiale
- Steve Carell in Molto incinta, Foxcatcher - Una storia americana,Space Force
- Colin Firth in Mamma mia!, Mamma Mia! Ci risiamo
- Adam Godley in Breaking Bad
- Ed Helms in Una notte da leoni, Una notte da leoni 2, A casa con Jeff, Benvenuti a Cedar Rapids, Una notte da leoni 3, Come ti spaccio la famiglia, Stretch - Guida o muori, The Office, The Mindy Project, Come ti rovino le vacanze, Brooklyn Nine-Nine, Prendimi!
- Thomas Lennon in Transformers 4 - L'era dell'estinzione
- Pasha D. Lychnikoff in Bucky Larson: Born to Be a Star, Tokarev
- Paul Reiser in Stranger Things
- Enrique Arce in La casa di carta
- Bill Hader in Su×bad - Tre menti sopra il pelo
- Hiro Kanagawa e Jonathan Scarfe  in Smallville
- Chris Parnell in Fallout
- Will Ferrell in Barbie

### Animazione
- Majin Bu in Dragon Ball Z, Dragon Ball GT, Dragon Ball Super
- Mignolo in Animaniacs, Pinky and the Brain
- Sango Yokomizo in Detective Conan
- Mummymon in Digimon Adventure 02
- Mike in Winx Club
- Sindachì in Ortone e il mondo dei Chi
- Clock King in Batman: The Brave and the Bold
- Ed Walker in LEGO Ninjago
- Geronimo Stilton in Geronimo Stilton
- Dupont in Le avventure di Tintin - Il segreto dell'Unicorno
- Toby in Gravity Falls
- Horologium in Fairy Tail
- Dottor Chiappetti in Pac-Man e le avventure mostruose
- Satomi in Si alza il vento
- André Bourgeois in Miraculous - Le storie di Ladybug e Chat Noir
- Re Toshi in Elena di Avalor
- Stu Hopps in Zootropolis
- Jerry in Totally Spies! - Che magnifiche spie!

### Videogiochi
- Lord Business in LEGO Dimensions